# Impero nomade
Gli imperi nomadi, talvolta chiamati imperi delle steppe, imperi dell'Asia centrale o imperi dell'Asia interna, sono stati imperi caratterizzati dall'uso dell'arco brandeggiabile, da quello del cavallo, dal nomadismo nella steppa eurasiatica, e che si estendevano dalla Scizia dell'antichità classica alla Zungaria dell'età moderna.
Gli imperi nomadi operarono di norma eleggendo una loro capitale all'interno dello Stato sedentario conquistato, sfruttando quindi l'esistente burocrazia e le risorse commerciali della società assoggettata. Nel caso di affermazione più o meno stabile dell'occupazione, la dinastia inizialmente nomade tendeva inevitabilmente a diventare culturalmente assimilata ai conquistati. Un termine impiegato per descrivere questo fenomeno è stato in epoca medievale il Khanato (da khān, il titolo dei loro sovrani) e, dopo le conquiste mongole, sotto il profilo strutturale, un'Orda, come fu il caso dell'Orda d'Oro.

## Antichità

### Cimmeria
I Cimmeri erano un antico popolo indoeuropeo che viveva a nord del Caucaso e del Mar d'Azov ai primi del 1300 a.C. finché non furono sospinti a sud dagli Sciti, verso l'Anatolia nell'VIII secolo a.C.. Sotto il profilo linguistico sono considerati iranici, o forse Traci, con una classe dominante comunque iranica.
- Steppa pontico-caspica: Russia meridionale e Ucraina fino al VII secolo a.C.
- Area del Caucaso settentrionale, inclusa la Georgia e l'attuale Azerbaigian
- Anatolia centrale, orientale e settentrionale (714-626 a.C.).

### Scizia

La Scizia minore nel I secolo d.C.

Gli Sciti dominarono le steppe euroasiatiche dall'VIII secolo a.C. al II secolo d.C.. L'area nota agli autori classici come Scizia include:
- La steppa pontico-caspica: Kazakistan, Russia meridionale e Ucraina (abitata da Sciti almeno dall'VIII secolo a.C.)
- L'area del Caucaso settentrionale, inclusa la Georgia e il moderno Azerbaigian
- Sarmazia, corrispondente alla moderna Ucraina e parti della Bielorussia e della Polonia[2] dal V secolo a.C. al IV secolo d.C.
- Scizia minore, corrispondente all'Ucraina meridionale con il basso corso del Danubio e una parte della moderna Romania

I Saci (Indo-sciti) si espanderono al Sistan e alla Valle dell'Indo nel I secolo d.C..

### Wusun
I Wusun (烏孫T, WūsūnP) furono un'antica popolazione indoeuropea dell'Asia Centrale e della Cina occidentale, nemica degli Yuezhi e degli Xiongnu, di cui subì la signoria per molti secoli per poi infliggere loro pesanti sconfitte. L'impero nomade dei Wusun costituito tra il II e il I secolo a.C., importante alleato della dinastia Han, fu il più vasto del suo tempo e uno dei più grandi del mondo antico, arrivando a ricoprire una superficie di 4,03 milioni di km2 all’apice.

### Xiongnu

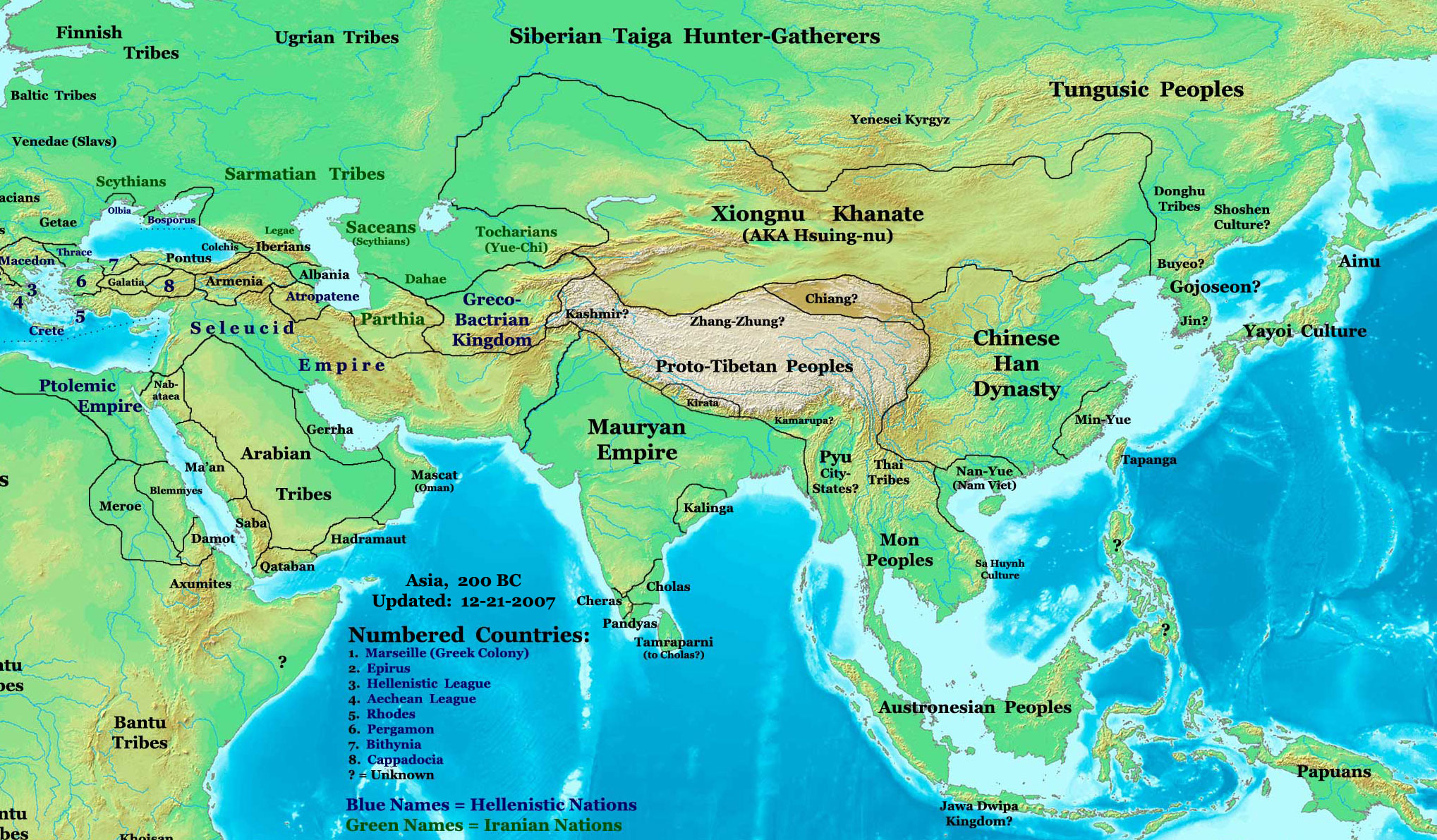
Estensione della confederazione Xiongnu, 200 a.C. circa.

I Xiongnu furono una confederazione di tribù nomadi dell'Asia centrale guidata da una classe di origini ignote. Essa dimorava nelle steppe a nord della Cina tra il III secolo e il 460. Il loro territorio includeva la moderna Mongolia, la Siberia meridionale, la Manciuria occidentale, le moderne regioni cinesi della Mongolia interna, del Gansu e dello Xinjiang. Le relazioni tra le prime dinastie cinesi e gli Xiongnu furono complesse e compresero conflitti militari, scambi di tributi e pacifici commerci, oltre a trattati matrimoniali. La confederazione era ritenuta talmente pericolosa e distruttiva che la dinastia Qin ordinò la costruzione della Grande Muraglia per proteggere la Cina dagli attacchi dei Xiongnu.Nel 174 a.C. con un’area di 9 milioni di km2 Xiongnu era il più vasto Impero mai esistito nel mondo antico.

### Impero unno

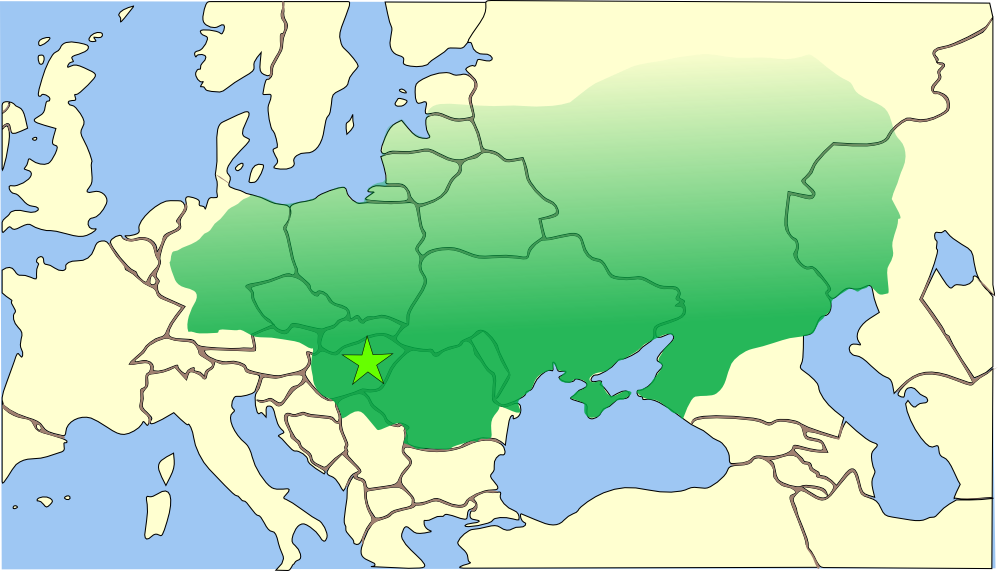
L'Impero unno al suo apice durante il regno di Attila.

Gli Unni furono una confederazione di tribù eurasiatiche delle steppe dell'Asia centrale. Apparsi la prima volta al di sopra del corso del fiume Volga pochi anni dopo la metà del IV secolo, essi conquistarono tutta l'Europa orientale, toccando i limiti dell'Impero romano a sud e avanzando tanto lontano a nord da toccare la moderna Germania. La loro comparsa in Europa comportò grandi sconvolgimenti etnico-politici e potrebbe aver stimolato la Grande Migrazione. L'Impero raggiunse la sua più grande estensione sotto Attila, tra il 447 e il 453, raggiungendo i 5,7 milioni di kmq.

## Popolo mongolo ed espansione turca

### Rouran (柔然)

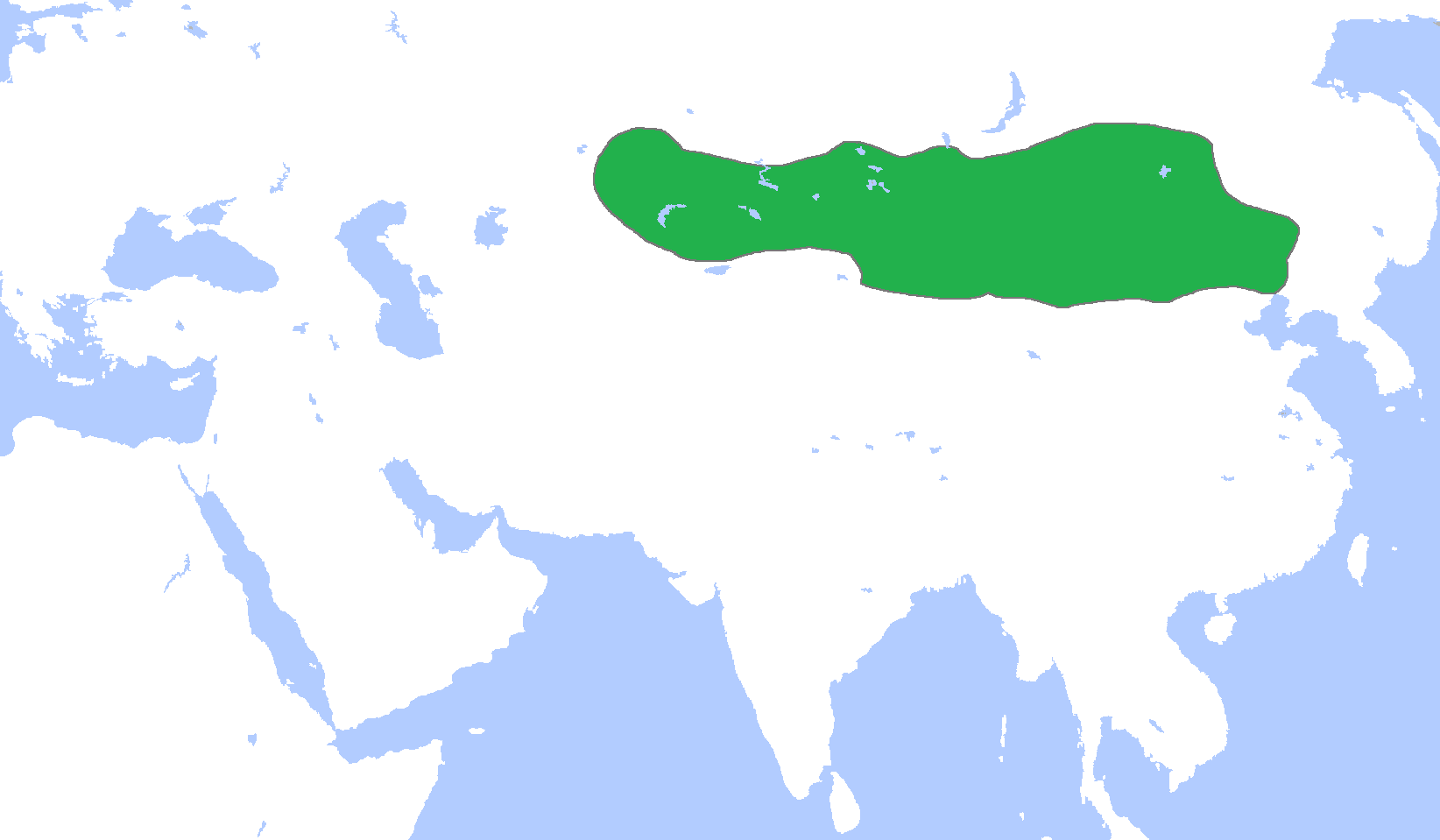
Il Canato Rouran, 500 ca.

I Rouran (柔然), Juan Juan (蠕蠕) o Ruru (茹茹) furono una confederazione di popoli mongoli e tribù parlanti Mongolo delle aree di confine della Cina dal tardo IV secolo al tardo VI secolo. Essi controllavano l'area della Mongolia, fino al confine con la Manciuria e Turfan e, forse, fino alla costa orientale del lago Balkhash, e dal fiume Orkhon alla Cina vera e propria.

### Göktürk
Gokturk occidentali: l'area colorata in rosso più chiaro era sotto il diretto governo dei Göktürk, le aree colorate in rosso più scuro indicano la loro area d'influenza.
     Gokturk orientali: l'area colorata in azzurro più chiaro era sotto governo diretto, quella in azzurro più scuro mostra la loro area d'influenza.

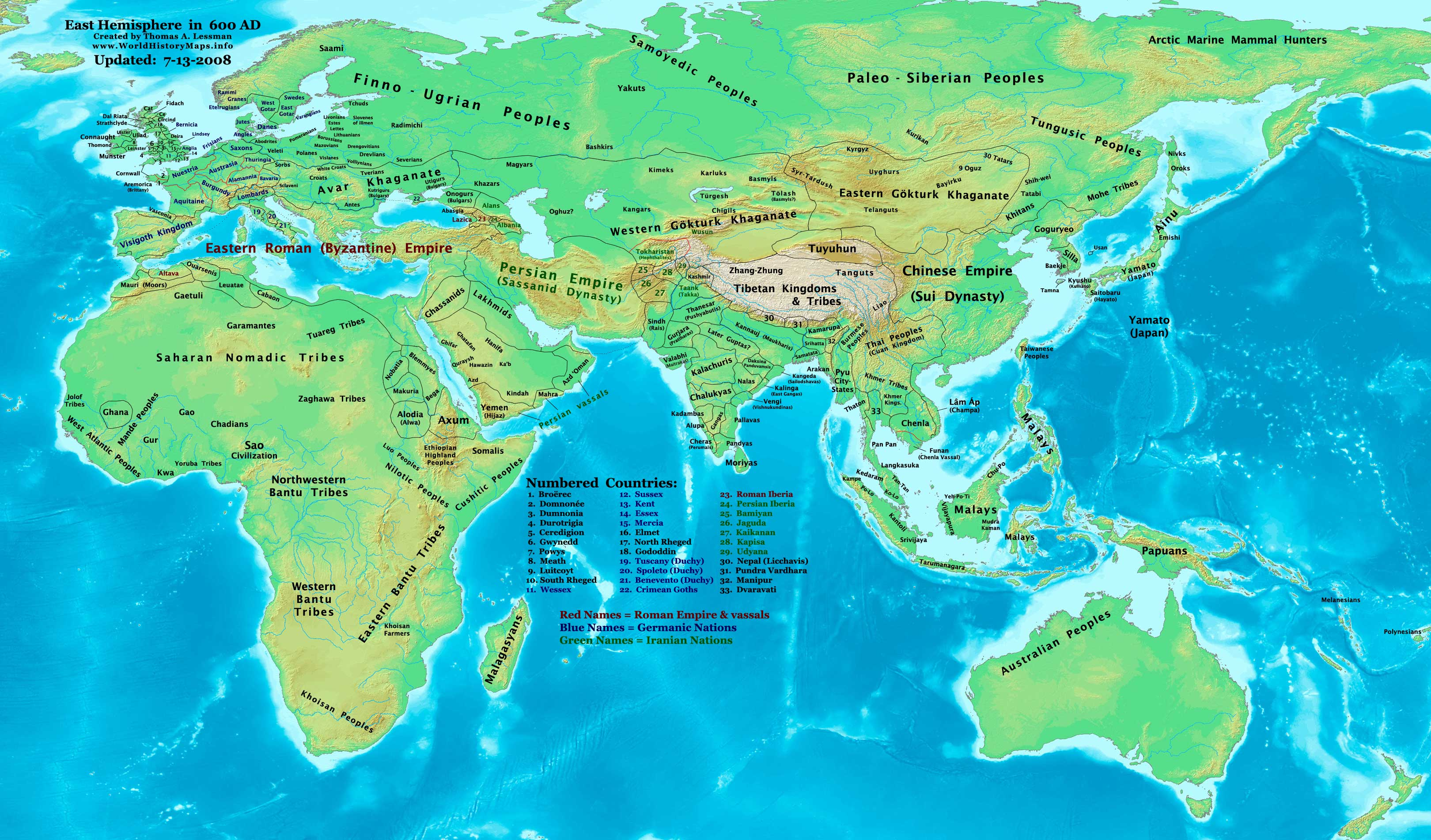
Khaganati Gökturk al loro apice, 600 ca.:
Gokturk occidentali: l'area colorata in rosso più chiaro era sotto il diretto governo dei Göktürk, le aree colorate in rosso più scuro indicano la loro area d'influenza.
Gokturk orientali: l'area colorata in azzurro più chiaro era sotto governo diretto, quella in azzurro più scuro mostra la loro area d'influenza.

I Göktürk, o Kök-Türk furono un popolo turco dell'antica Asia settentrionale e centrale e del NO della Cina. Sotto il comando di Bumin Khan e dei suoi figli, essi instaurarono il primo Stato turco conosciuto attorno al 546, prendendo il posto dei primi Xiongnu come più potente realtà della regione. Furono la prima entità a usare il termine "turco" in senso politico. Il loro impero si spezzò in una parte occidentale e in una orientale verso il 600, riemergendo ancora nel 680, per declinare definitivamente dopo il 734.

### Uiguri

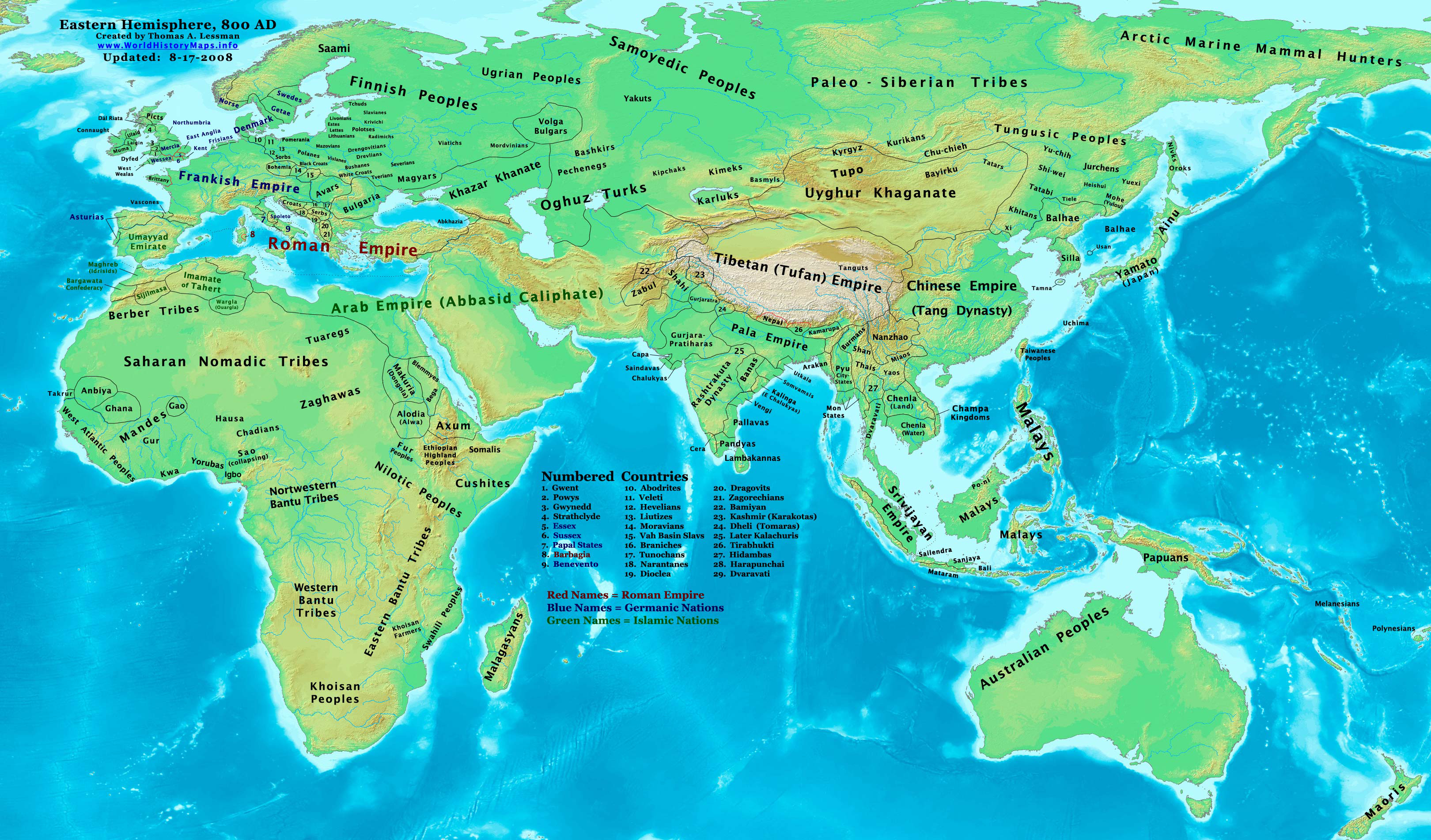
L'Asia nell'anno 800, col Kaghanato uiguro e i suoi vicini

L'Impero uiguro fu un impero turco che si estendeva fino all'attuale Mongolia e alle aree circostanti per circa un secolo, tra metà dell'VIII secolo e il IX. Era una confederazione tribale guidata dall'aristocrazia degli Uiguri dell'Orkhon, instaurata da Özmish Khan nel 744, che s'avvantaggiò del vuoto di potere creatosi nella regione dopo la caduta dell'Impero gökturk. Crollò a sua volta dopo un'invasione kirghisa nell'840.

## Medioevo

### Impero mongolo

Espansione dell'Impero mongolo

L'Impero mongolo è stato alla sua acme il più grande impero della storia per estensione e contiguità di territori, con una popolazione stimata di oltre 100 milioni di abitanti.  L'Impero fu fondato da Gengis Khan nel 1206 e al suo apice comprendeva la maggioranza dei territori che si estendono tra il Sudest asiatico e l'Europa orientale.
Dopo aver unificato le tribù turco-mongole, l'Impero si espanse grazie a conquiste realizzate in tutta l'Eurasia. Nel corso della sua esistenza, la Pax Mongolica facilitò scambi culturali e commerciali lungo la Via della Seta tra l'Oriente, l'Occidente, il Vicino e il Medio Oriente nel corso del XIII e XIV secolo. Esso agevolò notevolmente le comunicazioni e il commercio attraverso l'Asia quando era al suo apice.
Dopo la morte di Möngke Khan nel 1259, l'Impero si divise in quattro parti (dinastia Yuan, Ilkhanato, Khanato chagatai e Orda d'Oro), ognuna delle quali era governata da un proprio Khan, sebbene gli Yuan non avessero il titolo di Khagan. Dopo la disintegrazione dei Khanati occidentali e la caduta della dinastia Yuan in Cina nel 1368, l'Impero infine finì.

### Impero timuride

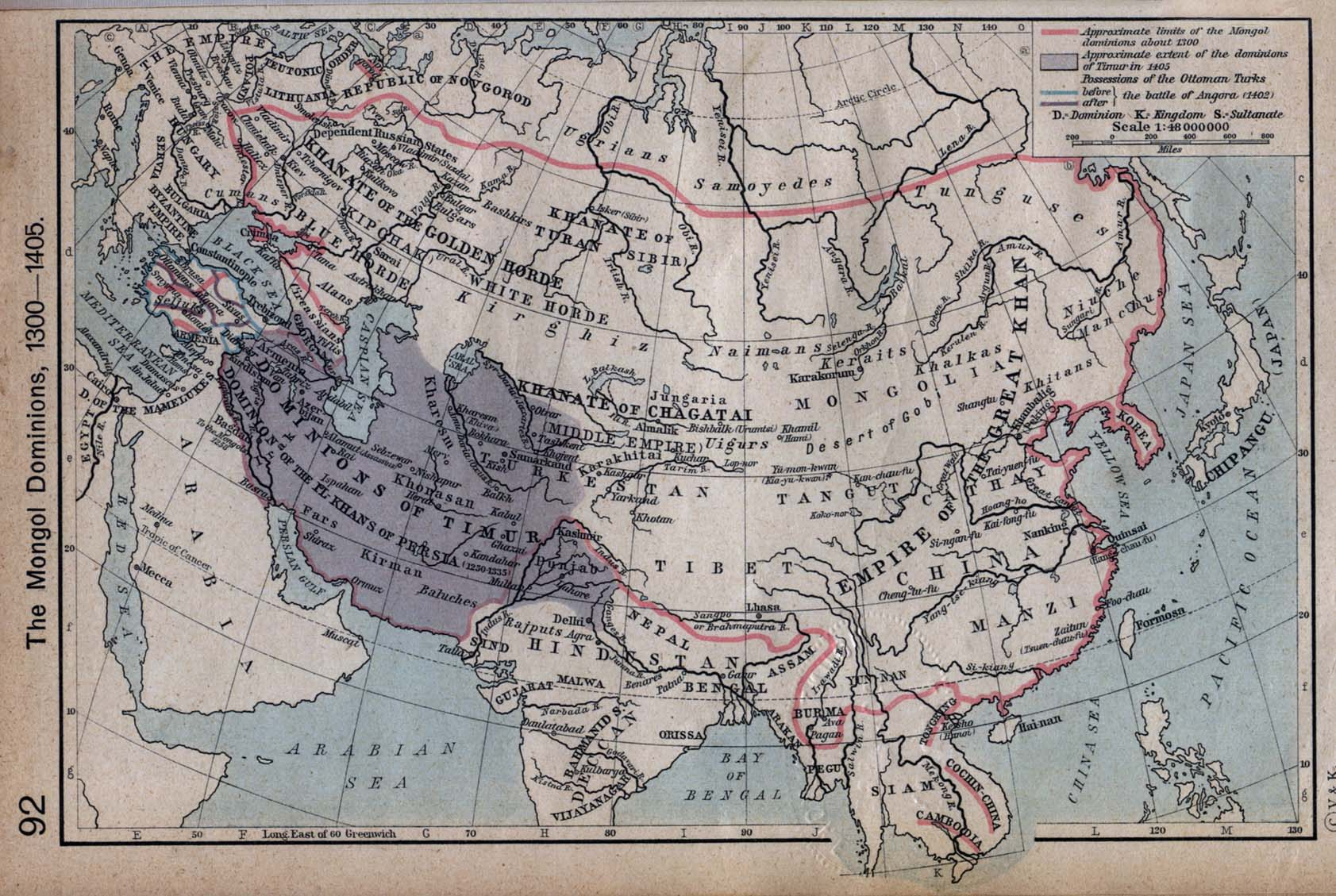
Mappa continentale dell'Impero timuride

I Timuridi, che si definivano però Gurkānī, furono una dinastia turco-mongola, instaurata dal "Signore della guerra" Timur (Tamerlano) nel 1370 e che durarono fino al 1506. Al loro zenit, l'Impero timuride includeva l'intera Asia centrale, l'Iran e il moderno Afghanistan, come pure grandi parti della Mesopotamia e del Caucaso.

## Zungari
Gli Zungari erano una confederazione di numerose tribù oirate (o mongole occidentali) che formarono e mantennero l'ultimo impero di arcieri montati dai primi del XVII secolo a metà del XVIII secolo. Emersero ai primi del XVII secolo per combattere gli Altan Khan di Khotogoid, Jasaghtu Khan e i loro patroni Manchu e dominare e controllare il popolo mongolo e i loro territori tradizionali. Nel 1756 questa ultima potenza nomade si dissolse a causa delle lotte di successione esplose tra i principi oirati e della costosa guerra con la dinastia Qing.